# Joves Independentistes Revolucionaris
Els Joves Independentistes Revolucionaris (JIR) fou una organització política juvenil fundada el 1990 com a joventuts del Moviment de Defensa de la Terra. El 1999 es fusionaren amb Maulets per crear Maulets, el jovent independentista revolucionari.

## Història

### Fundació
Els JIR es fundaren el 10 de febrer de 1990 a Barcelona. Foren impulsats pel Moviment de Defensa de la Terra (MDT) a partir de casals i assemblees locals com els Brucs de Sants o els Joves Independentistes del Bages. Alguns dels llocs on tenien presència inicialment eren Arbúcies, Badalona, Girona, Gràcia, Manresa, el Masnou, Sabadell, Salt, Sant Pere de Ribes, Sants, Terrassa o Valls on hi havia o bé casals independentistes o bé candidatures de l'Assemblea Municipal de l'Esquerra Independentista (AMEI) com les Candidatures d'Unitat Popular (CUP). L'estructura inicial dels JIR era una coordinadora d'assemblees locals, amb un secretariat nacional que representava l'organització entre assemblees nacionals. El seu òrgan d'expressió entre febrer de 1992 i setembre de 1998 fou En Marxa.
Els JIR s'implicaren en el moviment insubmís i impulsaren assemblees unitàries com l'Assemblea Antimilitarista del Bages. El 1992 es produí l'Operació Garzón i els JIR engegaren diverses campanyes per l'alliberament dels presos fins al 1995. Un tret significatiu dels JIR fou la seva insistència en la formació marxista. El 1993 publicaren el Dossier de formació i el 1996 el llibret Ideologia i forma d'organització. També criticaren que Euskadi Ta Askatasuna actués als Països Catalans i que part de l'Independentisme català ho defensés.

### Assemblea d'Unitat Popular
El 1991 l'MDT havia impulsat l'Assemblea Unitària per l'Autodeterminació (AUA), que incloïa membres de la Crida a la Solidaritat en Defensa de la Llengua, la Cultura i la Nació Catalanes i de Revolta (la unió de la Lliga Comunista Revolucionària i el Moviment Comunista de Catalunya), i que també n'eren pròxims membres del Partit dels i les Comunistes de Catalunya (PCC). El 1993 l'AUA es convertí en l'Assemblea d'Unitat Popular (AUP) i l'MDT decidí congelar-se per dedicar-s'hi. Els JIR també hi participaren i demanaren convertir-se en l'organització juvenil de l'AUP. Aquesta proposta es rebutjà perquè rebé només el suport dels membres provinents de l'MDT, però no dels de Revolta. Militants de Revolta com Jordi Bonet convocaren una Trobada Alternativa de Joves a Arbúcies per intentar crear una organització de joves alternativa, però no reeixí.
D'altra banda, els JIR pensaven en unificar-se amb Maulets d'ençà la ii Assemblea Nacional dels JIR, celebrada el 1992. L'agost de 1992 i el febrer de 1993, el Secretariat Nacional dels JIR es reuní amb la Comarcal del Barcelonès de Maulets per tal d'acordar, com a mínim, una unitat d'acció en l'àmbit antirepressiu. El novembre de 1993 els JIR celebraren la iii Assemblea Nacional on aprovaren la unitat de les organitzacions juvenils com un objectiu a mitjà termini. Malgrat això, la direcció de Maulets estava en contra d'unir-se amb els JIR i només hi hagué un acostament amb les bases en mobilitzacions com la vaga general de 1994. Per això, a la iv Assemblea Nacional de les JIR, celebrada el 14 de maig de 1994 a Sant Pere de Ribes, aprovaren acostar-se a les bases de Maulets amb la creació d'una plataforma destinada més al debat que a l'acció.
El 1995, quan se celebrà el cinquè aniversari de la fundació, fou el moment àlgid dels JIR. Tenien una estructura nacional més consolidada i presència a Badalona, Cervera, Lleida, Manresa, el Masnou, Mislata, Navarcles, Sabadell, Salt, Sants, Tavèrnoles, Valls i Vilafranca del Penedès. L'AUP, en canvi, entrà en crisi. Aprovà la política de l'Esquerra Nacional, és a dir, un acostament a Esquerra Republicana de Catalunya (ERC) i a Iniciativa per Catalunya (IC). A les eleccions municipals de 1995, moltes CUP i altres candidatures de l'AMEI es presentaren en coalició amb ERC o IC. La direcció de l'AUP, però, volia anar encara més enllà i, per això, signaren un protocol de col·laboració amb ERC. Els JIR i part de l'AUP s'hi oposaren.
Els JIR interpretaven aquest procés com una decadència de l'AUP, i Maulets del Barcelonès també tenien una sensació semblant respecte el seu referent, Catalunya Lliure. Així doncs, el 1995 es fundà la Plataforma per la Unitat d'Acció (PUA), que agrupava els JIR, Maulets Barcelonès i altres grups locals com Orgull Bolxevic, exmilitants de les JERC i joves de casals. L'Onze de Setembre, la PUA boicotà un acte conjunt de l'AUP i ERC al Fossar de les Moreres amb un cartell sense signar on apareixia Àngel Colom d'ERC amb un tricorni de la Guàrdia Civil i amb el lema «Al Fossar no hi parla cap traïdor. Per vèncer cal lluitar!». L'acte començà amb una intervenció crítica dels JIR sobre el protocol de col·laboració entre AUP i ERC i posteriorment els manifestants xiularen la intervenció de l'AUP.
El setembre de 1995 l'AUP celebrà una assemblea al Masnou. Allà la majoria dels assistents s'oposaren a l'acostament a ERC. Aquesta majoria incloïa els representants de Manresa, Sabadell i Sant Pere de Ribes i la majoria dels JIR. Això provocà que les candidatures favorables a l'acostament a ERC, com la del Masnou i la d'Arbúcies, abandonessin l'AUP. A l'octubre, un cop l'AUP ja havia canviat de rumb, els JIR abandonaren la PUA. La PUA, però, continuà activa amb les assemblees provinents de Maulets del Barcelonès i el Penedès, i adoptà una postura contrària a les institucions i engegà la lluita al carrer seguint l'espiral d'acció-repressió. Els JIR consideraven esquerranista aquesta política i criticaven la manca d'organització i el seguidisme a l'esquerra abertzale de la PUA. D'altra banda, les assemblees que continuaven a Maulets no tenien una postura clara respecte la unió amb els JIR i la confluència s'aturà.
Llavors, els JIR se centraren en el debat polític. Això els portà a mantenir vincles amb el moviment okupa o amb els Col·lectius de Joves Comunistes, les joventuts del PCC. El 26, 27 i 28 de juliol organitzaren les vintenes Trobades Independentistes a Navarcles, on convidaren joves de casals, la PUA i Orgull Bolxevic.

### Confluència amb Maulets
El 1996 es dissolgué l'AUP i després es reactivà l'MDT. El 1996 també s'havia dissolt el referent adult de Maulets, Catalunya Lliure. Això feu que les dues organitzacions es tornessin a acostar. Feren campanyes conjuntes com la denúncia de les Empreses de Treball Temporal, la participació a la Mesa Cívica pels Drets Socials, a la Marxa Europea contra l'Atur, la Precarietat i l'Exclusió Social, al xvi Festival de la Joventut i els i les Estudiants a Cuba i al Correllengua. També organitzaren conjuntament l'11 de setembre de 1997.
La v Assemblea Nacional dels JIR es partí en quatre convocatòries. La ponència tàctica es discutí el novembre de 1997 i l'última convocatòria de l'Assemblea fou el 28 de març de 1998. Una part dels militants dels JIR que defensaven integrar-se a l'MDT com a joventuts, deixaren els JIR i se n'anaren a l'MDT. A l'Assemblea Nacional foren majoritaris els sectors partidaris a unir-se amb Maulets.
A l'Aplec dels Ports celebrat l'estiu de 1998 a Cinctorres, els JIR i Maulets feren una trobada entre els seus militants per tal d'acordar la unió. L'11 de setembre tornaren a organitzar un acte conjunt i anunciaren que estaven en procés d'unió. La confluència es produí a l'Assemblea Nacional Reconstituent celebrada a Berga el 9 i 10 de gener de 1999. La nova organització s'anomenà Maulets, el jovent independentista revolucionari. S'aprovà una nova declaració de principis que la definia com una «organització política de joves, independentista i revolucionària, que lluita per uns Països Catalans unificats, independents, ecològics, no patriarcals i sense classes».